# ユダヤ教とキリスト教の理解と協力のためのセンター
ユダヤ教とキリスト教の理解と協力のためのセンター（ユダヤきょうとキリストきょうのりかいときょうりょくのためのセンター、英語: Center for Jewish-Christian Understanding and Cooperation, CJCUC）は、イスラエルを訪れるキリスト教徒が正統派ラビとヘブライ語聖書を研究でき、ヘブライにおけるキリスト教の起源を学べる教育機関である。
センターは「キリスト教シオニストに対する最も顕著なラビ代弁人」との名声を築いたラビのシロモ・リスキン博士により2008年にエフラトで設立された。CJCUCはイスラエルのために連合するキリスト教徒や国際キリスト教大使館イスラエルのような主要なキリスト教徒の異なった宗教間の組織と協力している。その使命はイザヤ書1:18の「論じ合おうではないか、と主は言われる。」に由来する。

## 歴史
思想的な基本原理は、2008年のCJCUCの最終的な創立につながり、ほぼ50年の歴史を経て形になり始めた。1964年、教師でラビのジョゼフ・B・ソロヴェイチックとCJCUCの評議員で創立者のシロモ・リスキンは、異なった宗教間の対話に関して自身の視点を詳述しこのような対話を認める指針を注意深く引き出しリスキンの視点では認めるだけでなく必要に応じて与える「対決」と題する論文を発表した。
同じ頃に抜本的な思想の移行がカトリック教会内部で行われ、1年後にソロヴェイチックの論文が発表され、聖座がキリスト教以外の宗教との教会の関係に関する宣言「ノストラ・アエタテ」を発表した。ノストラ・アエタテはキリストの磔刑からのユダヤ人の免責を告げ、宗教的なユダヤ人排斥がユダヤ人に対して行われた残虐行為に関する基礎を築く上で重要な役割を果たしたことを認めた。
ユダヤ教とキリスト教の関係に関するリスキンの学術的な介入は、ヘブライ大学でのキリスト教のゴスペルに関するデイヴィッド・フラッサー教授の開いたセミナーに参加した1960年代初頭に始まった。正統派ユダヤ人としてヘブライ語の聖書におけるキリストの教義に関して類似点を正確に指摘できた。
エフラトで設立すると、リスキンはキリスト教世界と関わり始めた。聞いたり学んだりしにエフラトを訪れるキリスト教徒の大半は、福音派であった。ユダヤ国民のための愛について明瞭な声で見事な男との印象をリスキンに与えた「鷲の翼」のロバート・スターンズ師やジョン・ヘイジー神父との関係を築いた。「私達を改宗させたい為に愛するのか。」ヘイジーは答えた。「主がアブラハムに言われた創世記12：3があるために愛するのです。「あなたを祝福する人は祝福しますし、苦しめる人は苦しめ、地上の全ての人があなたを通じて祝福されます。」ラビよ、私は祝福され苦しめられることは望みません。」

## 使命
2008年の創立以来CJCUCではその目的を達成する手段として聖書研究を用いた両宗教団体間の前向きな対話を育んできた。中心はイスラエルの土地の神学的・歴史的重要性を強調し、人生や平和、人間の気高さの尊厳の中心となるユダヤ教とキリスト教の価値が、21世紀の文化や対立に衝撃を与えることができる。
CJCUCでは近隣のエルサレムのような聖書にある施設や列祖の道、ヘロデ王の井戸の訪問などの終日セミナーのために世界中のキリスト教団体を受け入れている。セミナーで行う主題にユダヤ教とキリスト教の関係や聖書にある休日の神学、契約と使命、モーセの十戒、悪魔、悪と自由意思、ユダヤ教、イエス・キリストの聖職者、神のイメージの中に創造される人生がある。
センターではアメリカ合衆国やカナダ、ヨーロッパのカトリックやプロテスタントの神学校の学生や学部向けの教育セミナーを運営している。こうした大陸の宗教指導者との関係を構築する北米やヨーロッパの理事を任命している。
CJCUCでは任務が効果的な共同の分野を明確にするのと同様にユダヤ教とキリスト教の神学上の同意できる分野や同意できない分野を明らかにすることにある国際的な学者や神学者を含むウィザースプーン研究所のユージーン・コーンラビとロバート・ジェンソン博士を代表とする神学に関するシンクタンク神学調査会（ITI）を創設している。研究対象は過去と現在のユダヤ教とキリスト教の関係や契約、救済、聖書解釈、宗教と暴力、倫理的な一神教論、メシア主義である。
CJCUCでは使命の遂行を手助けするイスラエルのヘルトグ家やポール・シンガー財団、シオンの門国際財団、法務省、ジョン・ハギー牧師会から資金提供を受けている。

## 成果
CJCUCの成果に次のものがある。
- 聖地パレスチナの背景におけるユダヤ教とカトリックの基本を学ぶラテンアメリカの司祭とラビの受け入れ[7][10]。
- 負傷したシリア人の内戦難民に提供するイスラエルのサフェドのズィフ医療センターを訪れたラテンアメリカ使節への資金提供[11][12]。
- 聖地に暮らす恵まれないキリスト教系アラブ人を資金面で手助けする最初の食糧クーポン計画を創設した。
- CJCUCではユダヤ教とキリスト教の関係の基本を学ぶアメリカ合衆国の福音派司祭30名を受け入れるためにイスラエルのために連合する基督者と連携した[13]。
- 2012年1月、CJCUCではベンヤミン・ネタニヤフ首相からユダヤ教とキリスト教の関係に関する親善大使の称号を受けた。手紙で首相は「皆さんは比類なく世界中のユダヤ人とキリスト教との関係を強化するイスラエルにとっての親善大使であるのにふさわしい人々であると考えます。良き人類になるべく共に働ける相互の尊重の精神においてユダヤ人とキリスト教との間の理解を進め続けることを知っています。」と書いている。
- ユダヤ教とキリスト教の関係の基本を学ぶ正統派ユダヤ教徒と福音派キリスト教徒を含むイェール大学の学生団体に手を貸し資金提供している[14]。
- CJCUCではIJCICを通じて聖座とユダヤ人の間の公式の組織になっている[15]。2011年1月、リスキンはベネディクト16世に謁見し[16]、2013年6月、ユダヤ人組織の会員と共にCJCUCの学術理事ユージーン・コーン（英語版）ラビは、フランシスコに謁見した[17]。
- CJCUCの代表理事デービッド・ネクルマンはオーラルロバーツ大学（英語版）のオンライン大学院神学プログラムに受け入れられた[18]。2011年、ネクルマンはソウル特別市で行われた親イスラエルミーティングで韓国のキリスト教徒に演説した[19]。ネクルマンはキリストにおける神の教会（英語版）（COGIC）の会合で演説しイスラエルを訪れる重要性を討論した最初の正統派ユダヤ人であった。2012年4月、アフリカ人1500人がイスラエル支援で参加したイスラエルのために連合する基督者（英語版）の最初の国際行事の主要な演説者であった。

2013年10月、ネクルマンはスティーブン・クーリー司祭のキリスト教系アラブ人教会のための恒久的な施設を支援するユダヤ人からの資金提供を求める異論のあるアピールを発した。
2013年2月、CJCUCではイスラエルのために連合する基督者を通じてイスラエルへの司祭160人以上の訪問に共同して資金提供した。
2014年10月、リスキンは仮庵の祭の休日に中央本部でユダヤ教の宗派の異なる指導者と「賛美会」に参加するイスラエルを訪問するキリスト教徒を招待する最初の正統派ラビになった。2012年の仮庵の祭に向けてキリスト教徒の訪問者用のセミナーを主催した。

## 出版
- "Covenant and Hope--Christian and Jewish Reflections" (Eerdmans, 2012) (英語で) ISBN 978-0802867049
- "Plowshares into Swords? Reflections on Religion and Violence" (2014) (キンドル版) (英語で) ASIN B00P11EGOE
- "RETURNING TO ZION: CHRISTIAN AND JEWISH PERSPECTIVES" (2015) (キンドル版) (英語で) ASIN B014J6S4NU
- "Cup of Salvation" (Gefen Publishing, 2017) ISBN 978-9652299352

## 職員
- シロモ・リスキン（英語版）　創立者
- ダヴィッド・ナクルトマン　代表理事
- ユージーン・コーン（英語版）　学術担当理事
- アンゲル・クライマンブリル（1945年-2014年）　ラテンアメリカ人理事[25]
- リモル・リスキン　執行理事

## 参照
1. 1 2  Shapiro, Faydra L. (2012). “The Messiah and Rabbi Jesus: Policing the Jewish–Christian border in Christian Zionism”. Culture and Religion: An Interdisciplinary Journal 12 (4):  463-477. doi:10.1080/14755610.2011.633537.
2. ↑  Confrontation, Tradition 6:2 p5-9, 1964. Reprinted in "A Treasury of Tradition", Hebrew Publishing Co, NY, 1967. - OCLC 1974913
3. ↑  Shabat HaGadol – translated from Hebrew – page 15
4. ↑  Shabat HaGadol – translated from Hebrew – page 18
5. ↑  CJCUC Statement on a Jewish Understanding of Christians and Christianity - Council of Centers on Jewish-Christian Relations - May 24, 2011
6. ↑  “Riskin to launch interfaith center”. Jewish Telegraphic Agency (2008年5月29日). 2014年10月23日閲覧。
7. 1 2  “WJC co-sponsors Israel trip of Latin American priests”.  World Jewish Congress (2013年3月1日). 2014年10月24日閲覧。
8. ↑  Covenant and Hope - Christian and Jewish Reflections - Wm. B. Eerdmans Publishing Co. - July 2012 - ISBN 978-0802867049
9. ↑  "CJCUC Announces the Publication of Covenant & Hope" - standardnewswire.com - August 10, 2012
10. ↑  Danan, Deborah (2012年3月3日). “Priestly Blessings Latin American Catholics and Jews share a trip to the Holy Land to bridge gaps”. The Jerusalem Post. 2014年10月23日閲覧。
11. ↑  “Latin American clergy mission visits Syrian refugees in Israeli hospital”. jns.org (2014年5月19日). 2014年10月23日閲覧。
12. ↑  “Latin American clergy visit Syrian refugees in Israeli hospital”.   The Bristol Press (2014年5月23日). 2014年10月23日閲覧。
13. ↑  “Jews and Christian Evangelicals work to improve communication”. Deseret News (2012年6月28日). 2014年10月13日時点のオリジナルよりアーカイブ。2014年10月23日閲覧。
14. ↑  “HHCC Makes Statement on Christian-Jewish Relations”.   Hebraic Heritage Christian Center (2011年5月23日). 2014年10月11日時点のオリジナルよりアーカイブ。2014年10月23日閲覧。
15. ↑  “CJCUC Joins IJCIR As Partner”. Christian Newswire (2011年3月29日). 2014年10月23日閲覧。
16. ↑  “Rabbi and Pope discuss Jewish-Christian cooperation in Israel”. Catholic News Agency (2011年1月17日). 2014年10月23日閲覧。
17. ↑   Pope Francis meets the Jewish delegation, Embassy of Israel to the Holy See, (24 June 2013)
18. ↑  Garber, Mckensie (Spring 2014). “Online Learning Reaches Into Holy Land”. Excellence Magazine (Oral Roberts University):  13.
19. ↑  “Thousands Celebrate Israel in Seoul, Korea”.   The Jerusalem Connection (2012年). 2014年10月24日時点のオリジナルよりアーカイブ。2014年10月23日閲覧。
20. ↑  Nekrutman, David (2013年10月). “A Call to Action”. The Jerusalem Post Christian Edition. 2014年10月23日閲覧。
21. ↑  “Director of Rabbi Riskin's Interfaith Center Appeals for Funding to Build Church in Jerusalem”. Jewish Israel (2013年10月27日). 2014年10月23日閲覧。
22. ↑  “CUFI Takes More than 160 Pastors to Israel (press release)”.  Christians United for Israel (2013年2月26日). 2014年10月23日閲覧。
23. ↑  “Hundreds of Christians Joined Rabbi Riskin to Celebrate Sukkot”.   Christian Newswire (2014年10月22日). 2014年10月23日閲覧。
24. ↑  Black, John (2012年10月9日). “Efrat Tour: A Rabbinic View on the 'End of Days'”.  International Christian Embassy Jerusalem. 2014年10月23日閲覧。
25. ↑  Weissman, Dr. Deborah (2014年9月1日). “Rabbi Angel Kreiman-Brill zl (1945-2014)”.  International Council of Christians and Jews. 2014年10月23日閲覧。